# Martin Sinković
Martin Sinković, né le 10 novembre 1989 à Zagreb, est un rameur croate qui pratique l'aviron.

## Biographie
Martin Sinković est sacré rameur de l'année 2016 avec son frère Valent par la Fédération internationale des sociétés d'aviron.
Il a été entraîné par Mathieu Billard[réf. souhaitée], entraîneur au Cercle d'aviron de Marseille.
Après leur titre olympique en 2020 à Tokyo en deux sans barreur, les deux frères changent de discipline et s'alignent en deux de couple. En novembre 2023, alors qu'ils sont vice-champions du monde et champions d'Europe du deux de couple, ils décident de retourner sur le deux sans barreur en vue des Jeux olympiques de Paris.

## Palmarès

### Jeux olympiques
- 2012 à Londres,  Royaume-Uni
  -  Médaille d'argent en quatre de couple
- 2016 à Rio de Janeiro,  Brésil
  -  Médaille d'or en deux de couple
- 2020 à Tokyo,  Japon
  -  Médaille d'or en deux sans barreur

### Championnats du monde
- 2010 à Karapiro,  Nouvelle-Zélande
  -  Médaille d'or en quatre de couple
- 2011 à Bled,  Slovénie
  -  Médaille de bronze en quatre de couple
- 2013 à Chungju,  Corée du Sud
  -  Médaille d'or en quatre de couple
- 2014 à Amsterdam,  Pays-Bas
  -  Médaille d'or en deux de couple
- 2015 à Aiguebelette,  France
  -  Médaille d'or en deux de couple
- 2017 à Sarasota,  États-Unis
  -  Médaille d'or en deux sans barreur
- 2018 à Plovdiv,  Bulgarie
  -  Médaille d'or en deux sans barreur
- 2019 à Ottensheim,  Autriche
  -  Médaille d'or en deux sans barreur
- 2023 à Belgrade,  Serbie
  -  Médaille d'argent en deux de couple

### Championnats d'Europe
- 2010 à Montemor-o-Velho,  Portugal
  -  Médaille d'argent en quatre de couple
- 2012 à Varèse,  Italie
  -  Médaille d'or en deux de couple
- 2016 à Brandebourg-sur-la-Havel,  Allemagne
  -  Médaille d'or en deux de couple
- 2018 à Glasgow,  Royaume-Uni
  -  Médaille d'or en deux sans barreur
- 2019 à Lucerne,  Suisse
  -  Médaille d'or en deux sans barreur
- 2022 à Munich,  Allemagne
  -  Médaille d'or en deux de couple
- 2023 à Bled,  Slovénie
  -  Médaille d'or en deux de couple